# Zábrusová zátka

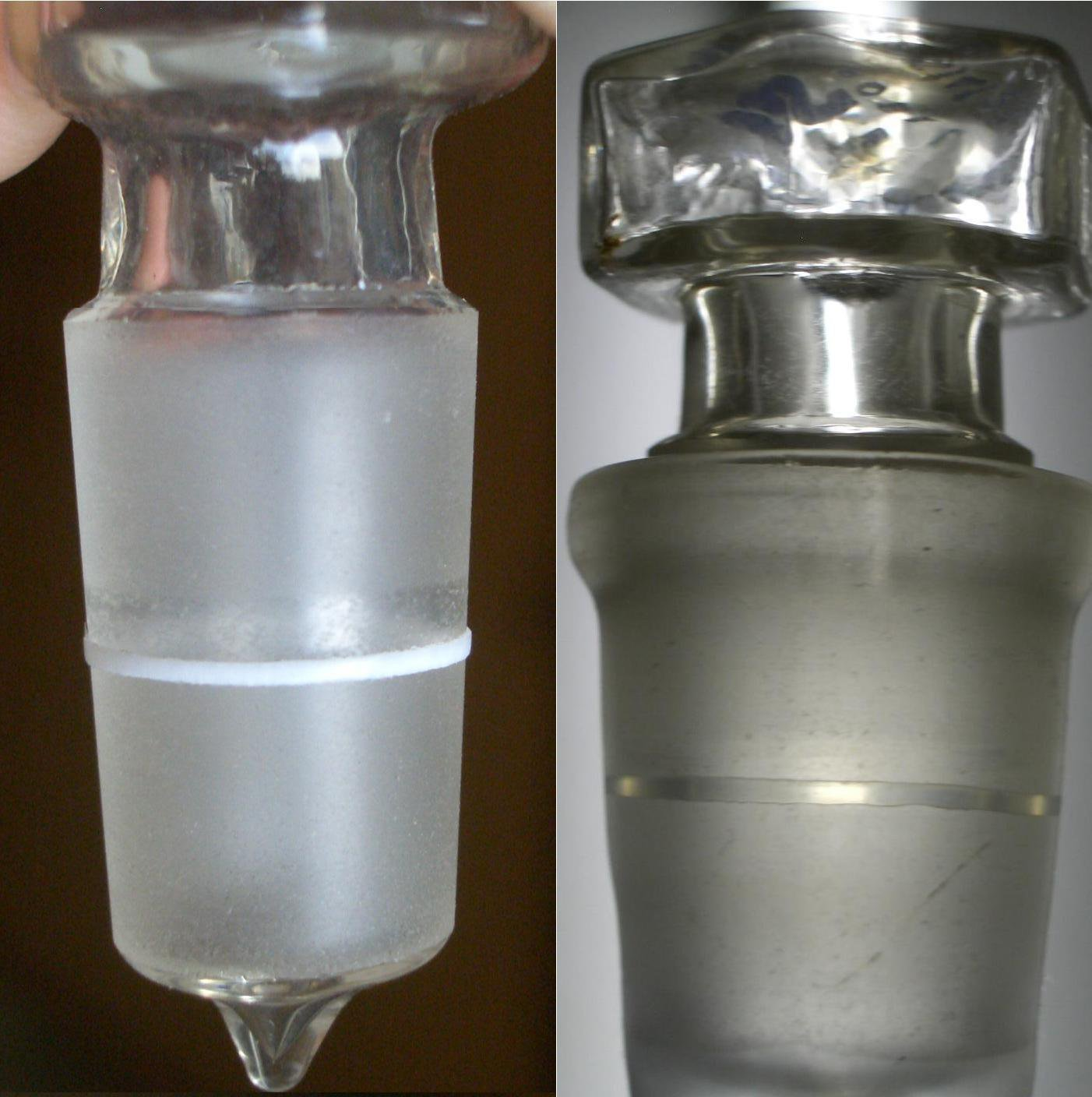
Ukázka aplikace těsnicího kroužku z teflonu (PTFE) na zábrusové zátce ze skla

Zábrusové zátky se používají pro uzavírání lahví s chemikáliemi (reagenční lahve) a v laboratorní technice u rozebíratelných spojů, kdy uzavírají konce jednotlivých skleněných dílů aparatury. Proto jsou opatřeny standardizovanými rozměry (dolní a horní průměr konusu v mm) a to včetně úhlu. Aby těsnily, je jejich povrch zbroušen již od výroby. Horní konec je zpravidla vytvarován do osmihranu či šestihranu pro snazší úchop a manipulaci. V provedení duté i plné. Nejčastější rozměry jsou NZ14 a NZ29 (horní průměr v mm).
Jsou kónického tvaru a na rozdíl od např. špuntů v umyvadlech jsou protáhlé, aby dobře těsnily, neboť na rozdíl od nich nedrží na základě tlaku stlačené gumy, ale pomocí třecích sil zdrsnělého povrchu.
Nejčastějším materiálem je borosilikátové sklo. Dalšími materiály je polyetylen (PE), polypropylen (PP) a teflon (PTFE).